# 奪 〜人の妻、売ります〜
『奪 〜人の妻、売ります〜』（うばい 〜ひとのおんな、うります〜）は、2014年8月22日にスタジオ奪から発売されたDLアダルトゲーム。2015年1月30日にはパッケージ版、2015年4月3日には続編の『奪again 〜人の妻、また売ります〜』（うばいアゲイン 〜ひとのおんな、またうります〜）のDL版、2015年8月14日にはパッケージ版が発売された。
そして、2016年3月11日には『奪ENDING 〜人の妻、最後まで売ります〜』が発売されたほか、同年11月25日にはこれら三部作をまとめたセット商品『奪COMPLETE 〜人の妻、全部売ります〜』が発売された。

## 解説
寝取り・寝取られの専門ブランド・スタジオ奪のデビュー作である本作は、客に人妻を寝取らせる人妻売春斡旋組織を題材としている。
続編とのセット商品である『奪COMPLETE 〜人の妻、全部売ります〜』には、シリーズの発端となる短編『奪ZERO 〜最初のあやまち〜』が収録されており、のちに単体でダウンロード販売された。

## あらすじ

### 奪 〜人の妻、売ります〜
主人公飯島亮介の所属する弱小アダルトビデオ製作会社「奪」は、裏では完全会員制の、人妻を抱かせる事を専門としている「人妻売春ビジネス」をしており、亮介はそこでもマネージャー兼雑用として働いていた。そんなある日、先輩であり、裏ビジネスの運営管理をしていたゲンから後継者に指名され、最初の仕事として同僚の露口愛海が見つけてきた人妻、永井麻美と宇津木椿姫のどちらかの調教・担当を受け持つ事になった。

### 奪again 〜人の妻、また売ります〜
裏ビジネスの運営管理を受け継いで半年、それなりに運営をこなしていた亮介の下に今度は岡田涼子と桜崎藍菜のどちらかの担当を受け持つ事になり、今まで担当していた女性とは一癖ある二人に対し今度の調教・担当は難しくなるかもと苦慮したが、愛海の一言に焚き付けられた亮介は今度も成功させると積極的に行動する事となる。

### 奪ENDING 〜人の妻、最後まで売ります〜
裏ビジネスの運営を受け継いで約二年、数々の人妻を調教・担当し運営をこなしている亮介に「私生活でも人妻を寝取る事を覚えないと勘が鈍る」とゲンの指摘で、柊静音をプライベートで寝取る事になり、また裏ビジネスの創設者の一人で愛海の父親である露口敬司から、知人の'藤代香澄を寝取らないかと持ちかけられ、苦もなく寝取る事に成功し、以後もプライベートで付き合う事となったが、人妻を娼婦にする事を仕事と割り切っていた亮介にとってプライベートでその気にもならない人妻を寝取る事に抵抗を感じ、このまま奪に居てもいいのかと考える様になった。

### 奪ZERO 〜最初のあやまち〜
『奪 〜人の妻、売ります〜』から20年ほど前、のちにゲンさんとして知られる劇団員は、露口静音を寝取る。
静音の夫である啓司は、妻が寝取られたことに気付くも、その様子に興奮している自分に気付き、2人が浮気しやすい環境をあえて整えていった。

## 人妻売春倶楽部『奪』
亮介が所属するアダルトビデオ会社「奪」が裏で営業している完全秘密会員制の『人妻売春ビジネス』。金銭関係で苦悩している人妻と娼婦として契約し、人妻を抱く（寝取る）事に興奮する会員に抱かせるシステム。人妻とはあくまで同意の下、契約以外のプレイや人妻の素性を探る事や脅迫行為は厳禁とし、違反者には厳罰を実行するなど規則には大変厳しいが、質の良い人妻が揃っている事もあり、退会のリスクを背負ってまで規則を破ろうとする会員はまず居らず、人妻も秘密厳守で解約が自由など人権を尊重した契約の下で代金をもらっているため、大きな問題が起きた事がない。
裏ビジネスの系列組織とも繋がりがあり、姉妹会社が運営するサービスとして「アブノーマル系娼婦倶楽部」がある。
会員のHPには抱いた人妻の情報や感想などを述べるチャットがあり、人気のある人妻にはリピーターが多い。
また、妻とは目標額までの雇用契約になっているものの、金稼ぎや「娼婦」として色々な男に抱かれる事に興奮を覚えたなどの様々な理由で契約を継続する人妻も多い。

## 登場人物

### 主要人物
飯島 亮介（いいじま りょうすけ）
主人公。25歳。元々カメラマン志望で映像プロダクションに就職していたが、社長がスキャンダルを起こして倒産し、再就職先を探していた所を愛海に紹介され「奪」に就職、裏ビジネスにもカメラマン兼男優兼雑用などADとして働いていたところをゲンから後継者として選ばれた。
一見女性にあまり興味がなくクールに見えるが、過去の出来事がきっかけで寝取り・寝取らせに興奮する性癖を持つ。
ゲン
スキンヘッドが特徴の年齢や氏名など一切不明の中年男。「奪」では監督を務める亮介の先輩で、彼の人生観から師匠的存在として慕っている。ペニスのサイズが規格外な上、卓越した性技で今まで堕ちた女はいないと業界では伝説的存在であり、社長も彼には頭が上がらない。
裏ビジネスもそれまで全ての運営管理をしてきたが、後継者を育てる時期がきたと亮介を後継者として指名した。

露口 愛海（つゆぐち まなみ）
声 - ヒマリ
「奪」の経理担当で、女優のメイクや照明、時にはカメラも担当し、顔無しモデルとしてスチールを撮る事もある。また、裏ビジネスでは主に人妻のスカウトや近辺調査などを担当。生まれつき「匂いを嗅ぐ」才能に長け、金銭に困った質の良い人妻や寝取り願望のある会員を見つけだしては契約を持ちかけ成功させており、亮介も彼女の目に止まってスカウトされた。
普段はボサボサの髪に黒縁メガネ、服装も地味なため目立たない印象だが、スタイルが良く顔立ちが整っている。
当初は経歴が伏せられていたが、世間を斜めに視る人生観や、ゲンをはじめとする裏ビジネスの上層部と対等に接するなど、亮介からは組織における影の支配者だと思われており、のちにゲンが母親と浮気して生まれた子どもであることが明かされた。ゲンが実の父親である事は知っているが、ゲンに対して父親という感情はあまり抱いていない。また、『奪ENDING』に登場した裏ビジネスの創始者・敬司は戸籍上の父にあたる。
性感帯は敏感だが、男との性交の時も感じる事よりも男の行為を客観的に観察する事に興味を持つ。過去にゲンからAV女優に向いていると薦められ一度試しにAVを撮ってみたが、演技力がないという理由で以後は断っている。

### 奪 〜人の妻、売ります〜
永井 麻美（ながい あさみ）
声 - ももぞの薫
旧姓五十嵐麻美。25歳。高校・大学時代の亮介の彼女で、お互いの「初めて」の相手だったが、とある出来事が原因で別れ、二人の友人であった浩二と付き合い結婚した。
浩二が友人に騙されて借金を背負ったため、金銭の工面をしようと悩んでいた所に愛海にスカウトされ、「奪」で亮介と再会した。亮介の事は過去の事を未だに引きずっているが、今は浩二の妻で借金を返すためだと割り切り、亮介の指示の下、娼婦として働く事になる。
宇津木 椿姫（うつぎ つばき）
声 - 綾瀬あかり
天然でおっとりした人妻で、4歳の息子・清一がいる。29歳。美人で豊満な肢体をしているが、学生時代は異性と付き合う機会がなく、夫の清とは見合い結婚し、性行の相手も清のみであり、お互い性経験も浅いため性知識に疎い。
友人の借金の肩代わりをし、夫に相談せずに返済しようと一人で悩んでいた所へ愛海のスカウトを受けた。
亮介から「自覚してないが素質がある」と評され、色々な男に抱かれる内にその才能を開花する事となる。
神園 翠姫（かみぞの みずき）
声 - 黒沢まき
椿姫の実妹で高校生三年生。19歳。早くに両親を亡くし、自身のために無理してきた姉に対し申し訳ないと同時に、清と結婚して家庭を築いた姉にいつまでも幸せになってほしいと願っている。宇津木家に同居中。
姉が借金で困っている事は知っており、後に裏ビジネスで娼婦として働いている事を知り、彼女の負担を減らそうと押しかけ同然で娼婦契約した。
人妻専門の寝取りビジネスにおいて最初の「処女喪失」しか彼女の価値がなかったが、後に椿姫を交えての「姉妹丼」や、彼氏の圭を利用しての浮気プレイ、そしてアブノーマルなプレイも嫌々ながらも実行する、いわゆるツンデレ娼婦として客もそれなりに入った。
永井 浩二（ながい こうじ）
麻美の夫で亮介の高校・大学時代の友人。とある出来事がきっかけで亮介と麻美が別れた後に麻美に告白し結婚したが、亮介に対し謝罪の念にかられている。温厚で人の良い性格だが、それが災いし友人の借金の保証人になり、騙されて全額肩代わりされる羽目とはった。
宇津木 清（うつぎ きよし）
椿姫の夫。36歳。真面目な性格の持ち主で大手企業の出世頭として将来を期待されている。愛妻家で家庭を何よりも大事にしている。元々性知識には疎く、椿姫との性行為の回数も少なかったため、後に「娼婦」として目覚めた椿姫との性交で翻弄される事となる。
藤木 圭（ふじき けい）
翠姫の同級生で彼氏。見た目は今時の若者だが翠姫の事は真剣に愛している。
久慈（くじ）
清の会社の同僚で、裏ビジネスの会員でもある。嫉妬深く執念深い性格の持ち主で、身体面でも仕事面でも自分を上回り、また椿姫という美しい妻を娶った清のことを疎ましく思っている。ある時椿姫が裏ビジネスの娼婦になった事を知り、憂さ晴らしも兼ねて椿姫を指名し、かなりアブノーマルなプレイをした。もちろん裏ビジネスの規則については重々承知しており、宇津木家の家庭を崩壊させるような事は一片も考えていない。
蛇岩（へびいわ）
裸一貫で事業を成功させた初老の男で、裏ビジネスの会員の中でもお得意様のひとり。ペニスのサイズが大きく性技に長けている上に絶倫で、特殊な性癖の持ち主。気に入った娼婦にその特殊なプレイを要求してきており、今度は麻美を大層気に入り指名した。

### 奪again 〜人の妻、また売ります〜
岡田 涼子（おかだ りょうこ）
声 - 野々村紗夜
高校教師。30歳。新任の頃に当時教え子だった夫・悠太と恋仲になり、大学に進学し20歳になった時に入籍した。結婚式は挙げてなく、悠太が大学を卒業し就職した頃に挙げることを考えている。
悠太がバイク事故を起こした時、ぶつかった相手から多額の賠償金を請求され、悠太の将来を考え了承したものの返済に悩んでいた所を愛海にスカウトされた。
身持ちが固く、悠太以外の男とはたとえ抱かれても心まで動かないとあくまで事務的に割り切っているが、彼女にはとある性癖がある。
桜崎 藍菜（さくらざき あいな）
声 - 唯香
結婚一年目の専業主婦。23歳。夫・圭吾とは大学時代の先輩後輩の仲て、恋愛の末に卒業後に結婚した。
圭吾が務める会社が倒産し、しかも騙された形で借金の一部を押し付けられ、返済に困っていた所を愛海にスカウトされた。しかし彼女は「夫婦で隠し事なく相談する」という『夫婦の約束』で圭吾に相談、話し合った末に娼婦として働く事になった。
岡田 悠太（おかだ ゆうた）
涼子の夫。大学生。涼子の事を恩師として、ひとりの女性として愛している。バイク事故を起こして入院中で、涼子が見舞いに来るととても喜ぶ。
桜崎 圭吾（さくらざき けいご）
翠姫の夫。真面目で優しい事が取り柄のような男で、翠姫結婚するまでの道のりが人生で一番の大冒険だと回顧するほど。
しかしその優しさを会社に付け込まれ、務めた会社が倒産した際に借金の一部を押し付けられた。後に翠姫から裏ビジネスにスカウトされたと相談され、彼女の説得でなくなく了承したが、彼女が会員に抱かれた後の状況報告を聞く内にとある性癖に目覚める。
石山（いしやま）
藍菜の裏ビジネスでの最初の客。藍菜の父親とほぼ同年齢。豪快な性格の持ち主で、藍菜と初対面した際に酒を飲んでいた事もあって、藍菜の事前忠告を無視してキスなどをして藍菜から苦手意識を抱かれるも、後に追加料金を支払った事により解決した。以来藍菜を大層気に入り、後にとあるプレイを望んで再び予約をした。

### 奪ENDING 〜人の妻、最後まで売ります〜
藤代香澄（ふじしろ かすみ）
敬司の提案でプライベートで寝取る事になった人妻。26歳。
柊静音（ひいらぎ しずね）
ゲンの提案でプライベートで寝取る事になった人妻。20歳。
藤代直樹（ふじしろ なおき）
香澄の夫でごく平凡なサラリーマン。32歳。
露口敬司（つゆぐち けいじ）
愛海の父親で大手銀行の重役。52歳。裏ビジネスの創設者の一人。

## スタッフ
- 原画 - 智弘カイ
- 企画・ディレクター - 高尾登山

## ノベライズ
- 奪 〜人の妻、売ります〜（原作：雑賀匡、イラスト：智弘カイ、監修：スタジオ奪、2016年6月10日発行、オトナ文庫（パラダイム）、ISBN 978-4-8015-1539-0）